# Joseph Saidu Momoh
El General Joseph Saidu Momoh (Binkolo, 26 de enero de 1937 - Conakri, 2 de agosto de 2003) fue un militar y político de Sierra Leona, Presidente del país desde noviembre de 1985 hasta abril de 1992.

## Biografía
Fue nombrado Comandante en Jefe del Ejército por Siaka Stevens en 1971.
Después de la renuncia de Siaka Stevens asumió el cargo de Presidente en noviembre de 1985. La población lo acogió calurosamente y fue elegido Presidente de la República sin oposición. 
Incapaz de mejorar rápidamente la economía del país y combatir el desempleo, la población comenzó a volverse en su contra. Resistió un intento de golpe de Estado en marzo de 1987.
Decretó un estado de emergencia económica en noviembre, tomando medidas de austeridad.
Momoh intentó frenar el descontento al anunciar el regreso al régimen multipartidista, que había sido abolido por Siaka Stevens en 1971, así como la organización de elecciones generales en 1992.
En marzo de 1991 debió enfrentar el comienzo de la guerra civil de Sierra Leona.
El 29 de abril de 1992, ante el descontento del ejército, fue derrocado por Valentine Strasser, un joven capitán de solo 26 años. Momoh se exilió en Guinea.
Murió a causa de la hipertensión en 2003.